# Croglio
Croglio é uma comuna da Suíça, no Cantão Tessino, com cerca de 848 habitantes. Estende-se por uma área de 4,46 km², de densidade populacional de 190 hab/km². Confina com as seguintes comunas: Bedigliora, Cadegliano-Viconago (IT-VA), Lavena Ponte Tresa (IT-VA), Monteggio, Ponte Tresa, Pura, Sessa.
A língua oficial nesta comuna é o Italiano.